# 브이몬
브이몬(V-MON, ブイモン 브이몬[*])은 디지털 몬스터에 나오는 가공의 생명체이며 성장기의 소룡형 디지몬이다.

## 생김새
온몸이 새파란 디지몬으로 필살기는 자신의 머리로 박치기하는 브이몬 헤드다.

## 에피소드

### 파워 디지몬
성우는 노다 준코 / 은영선, 박선영(라스트 에볼루션 인연) / 데릭 스티븐 프린스 최산해의 파트너 디지몬으로 파트너인 산해와 똑같이 항상 적극적이고 용기 있는 디지몬. 최산해는 신나리를 짝사랑하며, 브이몬은 가트몬과 잘 지내고 싶어한다.

## 진화과정
치코몬→꼬마몬→브이몬→브이드라몬→에어로브이드라몬→알포스브이드라몬/엑스브이몬→파일드라몬→임페리얼드라몬(드래곤/파이터/팔라딘 모드)
1. ↑  신나리와 중복이다.